# Psykogena icke-epileptiska anfall
Psykogena icke-epileptiska anfall (psychogenic non-epileptic seizures – PNES, även kallat dissociativa kramper, funktionella anfall eller functional non-epileptic attacks och non-epileptic attack disorder) är en typ av anfall som ofta misstas för epileptiska anfall, men är episoder av motoriska eller sensoriska symtom som inte utlöses av förändrad elektrisk aktivitet i hjärnbarken (vilket epileptiska anfall gör). Bland patienter som utreds för kramper bedöms upp till 20 procent ha PNES. Det är också en av de tre vanligaste diagnoserna för patienter som utreds för tillfällig medvetandeförlust. Eftersom de underliggande faktorerna inte är neurologiska utan psykologiska hjälper inte antiepileptisk behandling och feldiagnos eller försenad diagnos kan leda till biverkningar från höga doser av antiepileptika samtidigt som symtomen inte förbättras.
I en litteratursökning från 2022 har Statens beredning för medicinsk och social utvärdering (SBU) sammanställt ett större antal vetenskapliga artiklar som täcker behandling av psykogena icke-epilptiska anfall. SBU har även bedömt risken för bias bland dessa artiklar.